# Матч, Томас Э.
То́мас Э́ндрю (Тим) Матч  (англ. Thomas A. (Tim) Mutch; 26 августа 1931, Рочестер, Нью-Йорк, США — 6 октября 1980, Кашмир, Гималаи) — американский геолог, специалист по планетарной геологии.

## Биография
Томас Эндрю Матч родился 26 августа 1931 года в Рочестера штата Нью-Йорк, США. 
Был профессором Брауновского университета с 1960 года вплоть до его смерти в 1980 году. 
Как глава команды по фотографированию поверхности Марса космической программы «Викинг», Томас Матч первый прокомментировал первую фотографию с Марса: «Это просто невероятная сцена. Выглядит безопасно и очень интересно» («This is just an incredible scene. It looks safe and very interesting»).
Погиб 6 октября 1980 года в Кашмире, Гималаи. Сорвался во время спуска с вершины и получил серьёзные травмы, не позволившие его спустить имеющимися средствами. Коллеги Матча Крейг Хеймарк и Томас Бинет ухаживали за ним всю ночь и на утро, оставив его в выдолбленном уступе во льду, отправились за дополнительной экипировкой в лагерь. Когда они вернулись, Матч, видимо, был уже сметён с уступа.

## Книги
При жизни опубликовал три книги: две о геологии Луны (1970) и Марса (1976), и «Марсианский ландшафт» (1978). 

## Память
- В 1982 году в его честь был назван кратер на Марсе[2] и переименован спускаемый аппарат «Викинг-1» в «Станцию-мемориал Томаса Матча». Инженерный образец аппарата, находящийся в Смитсоновском институте, имеет небольшую табличку в память этого, где отмечено, что она будет перемещена на действительный аппарат на Марсе, как только это будет осуществимо.
- В 1981 году родственниками и друзьями был основан мемориальный фонд имени Томаса «Тима» Матча (The Thomas "Tim" Mutch Memorial Fund).